# ナイキダンク
ナイキダンク(NIKE DUNK)は、ナイキが1985年に発売したバスケットボールシューズ。1999年に復刻。

## 概要
1980年代半ばの全米大学バスケットボールリーグ人気を背景に、スクールカラーを配色したナイキダンクが誕生する。白が主流の当時のバッシュに対して、ナイキはチームモデルの意義を唱えた。
発売当初はバッシュという製品の性質上、バスケットボールプレイヤーの需要を見込んでいた。しかし、徐々に時代が進むうちに、スケートボーダーやストリートファッション愛好者などからも支持されるようになる。
1999年には復刻版が登場する。以来、多種多様なバリエーションを販売。スケートボード仕様のナイキダンクプロSBなどのコラボレーションモデルも販売されるようになった。

### スクールカラー
カレッジリーグの強豪校のスクールカラーを7色展開したナイキダンクは、その鮮やかな配色でバスケットボールファンに支持された。

### ストリートカルチャーへの影響
カラーバリエーションの多彩さと接地感に優れたソールユニットが支持され、ナイキダンクは1980年代後半のスケートボードコミュニティで人気となる。1999年の復刻後、まもなく登場したウータン・クランのプロモーションの影響で、ストリートカルチャーとの融和性がさらに強まった。このような歴史的背景を踏まえて、2002年に登場したのがナイキダンクプロSBである。

## 歴史
ナイキダンクを歴史的な視点から解説する。

### オリジナル時代 | 1985年〜

#### ナイキダンクとターミネイター
NCAA（全米大学体育協会）バスケットボールリーグにマイケル・ジョーダン、パトリック・ユーイング、アキーム・オラジュワンなどが所属していた1980年代半ば、ナイキは新しい販売戦略、カレッジカラープログラムを企画した。カレッジリーグの選手が着用するシューズやアパレルを各大学のスクールカラーで統一、それぞれカラー別に販売することを決定する。その主力商品として展開したものが、ダンクとターミネイターである。
まず、ターミネイターは、ジョージタウン大学がチームモデルに採用していたレジェンドの生産終了をきっかけに、耐久性重視で開発、1984年度のリーグ戦から展開された。ジョージタウン大学バスケットボール部「HOYAS」のロゴをヒールに刻印した。
次いで、ナイキダンクは、前述のカレッジカラープログラムのために開発されたチームモデルであり、11校を対象に全7色のカラーバリエーションを、それぞれハイカット、ローカットで展開をした。

#### カレッジカラープログラム
ナイキダンクとターミネイターのカラーバリエーションをアパレルと共に掲載。1985年発売当時、「BE TRUE TO YOUR SCHOOL」、日本語訳で「自分の学校に誇りを」、といった販売促進のキャッチコピーを発表した。アメリカ大学バスケットボールチームのスクールカラーをバッシュに使用、カレッジカラープログラムのコンセプトとした。2トーンカラーのバリエーションは、真っ白なアッパーに挿し色程度が主流だったカレッジリーグのコートで、新たな価値観を提案した。
NBA（全米バスケットボール協会）ではシカゴ・ブルズに入団したマイケル・ジョーダン着用のエア・ジョーダン1の配色が協会規約に違反するとして物議を醸し、保守的な規定にファンが懸念を示していた。そして、翌年には他社でもチームカラーで配色したバスケットボールシューズが展開された。

#### 機能とデザイン
前足部とアンクルのスタビライザーストラップは、エアジョーダン1にも採用された。

#### 特別な選手仕様
カレッジリーグの強豪校に供給されたナイキダンクには選手仕様のスペシャルバージョンが存在した。
「ワイルドキャッツ」の織りネームをシュータンに縫い付けたケンタッキー大学カラーのチームモデル。
選手個人のリクエストに応じて製作された、エアフォース1やエアジョーダン1と異なる形状のエアクッショニングソールを装着した「ナイキダンクエアA-1ハイ」。
中敷きにエアバッグを内蔵したエアライナーを装備したもの。

#### スケートボード愛好者への需要
ナイキは1980年代後半にカレッジカラープロジェクトを終了する。その後、耐久性に優れた本革製のバスケットボールシューズである、ナイキダンクは、スケートボード愛好者の需要を徐々に獲得、様々なモデルのバスケットボールシューズが市場に出回るきっかけとなる。足の裏でボードを捉える接地の良さを求めるスケーターにとって、バッシュとは相性が良い。また、当時は比較的安価で手に入れやすかったため、スニーカーを頻繁に買い替える必要性がある、スケーター特有の出費を抑えることができた。2トーンカラーの鮮やかな配色はストリートカルチャーとの融和性も高く、徐々にスケボー以外のファッション需要を生み出した。

#### ヴィンテージコレクター
1990年代にはバスケットボールシューズとしてのナイキダンクを見掛けることが少なくなったが、ヴィンテージ市場においては一定の支持を得ていた。デニムやミリタリーウェアと同様にアンティークとして扱われ、スニーカーコレクターによってデッドストックの獲得競争が行われている。

### 復刻以後の時代 | 1999年〜

#### 復刻版ナイキダンク
ヴィンテージスニーカーへの関心が強まっていった1990年代末期、ナイキダンクの復刻版が販売される。1999年初頭より発売開始した新生ナイキダンクは、カレッジカラーのハイカットを6色、ローカットを3色展開。その後、NYC刺繍のリミテッドエディションなど数型を挟んで登場した、通称「裏ダンク」である。東京シティアタックと命名された新たな戦略のもと、アッパーの配色を反転した各2色組み全18型のナイキダンクを販売。2001年には東京・原宿のスニーカーショップとの共同企画のターミネイターカラー、ファッションブランド「ステューシー」共同企画のオストリッチおよびスネークスキン仕様、スエードアッパーをマルチカラーで配色した「クレイジーダンク」が販売された。また、2003年にはカーフレザーを採用した初代プレミアム仕様などが販売された。

#### コラボレーション
ナイキダンクの復刻と共に1999年制作されたウータン・クランのプロモーションモデルがコラボレーションの第1号となる。前述の復刻版ナイキダンクの売り上げが好調であったため、ロサンゼルスのスニーカーブランド「UNDEFEATED」のプロモーションモデルを2002年に販売。2003年には、グラフィティライターのスタッシュとエリック・ヘイズがそれぞれ作品を発表する。スタッシュは50足限定のカスタムダンクを、ヘイズはスプレーペイントによるハイカットとローカットを制作。また2003年末、NBAのスーパースターに捧げるレブロン・ジェームズのプロモーションモデルを販売。キックスカルチャーを専門に扱う「SOLE COLLECTOR」誌との共同企画が2005年に発表。
また、日本国内では、アーティストをパートナーに迎えた共同企画では、2005および2006年に木村カエラが、2006年にマイティクラウンがそれぞれナイキダンクとコラボしている。ちなみに2006年には年度別リリース型数がピークを記録し、サンフランシスコ「HUF」共同企画のクラック（ひび割れ）モデル、ステューシー共同企画の第2弾などコラボレーションが販売された。2007年のデストロイヤー、2008年のハウス・オブ・フープスといったコラボも展開した。

#### 先進テクノロジーの導入
ナイキの次世代テクノロジーを専門に研究する「iK」こと「イノベーションキッチン」が開発したエッチング加工、レーザーによりブラッシュアップされた、ワンピースという一枚仕立てのアッパーにレーザーで焼き付けられたナイキダンクが2003年に登場する。このシリーズは断続的に販売され、2006年にはゴアテックス仕様の全天候型ブーツへと発展。その後も同じ仕様のモデルを販売。
エコテクノロジーとして販売されたのが2005年のNL（ノーライナー）モデル。これはシューズの製造工程における接着剤の使用を軽減すべく開発されたシリーズ。第1弾のカラーリングをニューヨークグラフィティ作家、フューチュラが担当。
2006年には既にナイキ全体のプロジェクトになっていた「ハイブリッドコンセプト」がナイキダンクに導入された。初代クロストレーニングのエアトレーナ－1とナイキフリーのフレキシブルソールを融合したトレーナーダンクが登場。さらに、購入者からの履き心地の評価が高かったエアプレストの軽量・通気・クッション・屈曲性に着目し、メッシュアッパー、ズームエア内蔵のインソール、プラスチック製のアンクルスタビライザーストラップの導入により、ナイキダンクを進化させた。この経緯により、ナイキダンクとプレストを合わせたダンケストという商品を2007年に発売した。

#### ナイキSBの販売
ナイキダンク復刻後まもなく、厚タンにガムソールを採用したナイキダンクロープロBが2000年発売される。その開発を担当したのが、将来の2002年にナイキスケートボーディングを立ち上げるナイキSBチームの面々だった。かつてオリジナル（初期販売）ダンクがスケーターに支持された経緯を分析、再びスケーターのニーズに応えるテクノロジーを導入したナイキダンクの研究に取り組んだ。ナイキのプロダクト開発がプロスケーターのフィードバックに基づき、耐久性や接地感の良さに加えて衝撃吸収性をも備えたナイキダンクプロSBを完成する。ダニー・スパやジーノ・イアヌッチなどのプロスケーターのシグネチャーと老舗スケートブランドとのコラボレーションを2002年に発表。ズームエア内蔵のインソールを履いたSBモデルは多くのスケーターに支持された。その後、SUPREME、MEDICOM TOYなど、ストリートカルチャーに人気のあるブランドと提携、スペシャルエディションを発表する。フューチュラやDE LA SOULといったジャンルを超えたアーティストの共同企画を手掛けることで、市場を拡大する手法はナイキダンクと同様である。なかでも、後述のWHITE DUNK展を記念して2003〜2004年限定発売されたパリ・ロンドン・東京モデル、ナイキSB初制作のスケートムービー「Nothing But The Truth」、完成披露に際して2007年「WHAT THE DUNK」が発表された。

#### ナイキの社会活動
ナイキは社会的な活動にも取り組んできた。チャリティ企画である。2003年、eBayチャリティオークションに出品された世界に1足しか存在しないナイキダンクSBは、その30,000ドルとも言われる収益金をスケートパークの建設事業に寄附した。同じく2003年にはファレル・ウィリアムス率いるN.E.R.D.共同企画のチャリティモデルをナイキタウンにて限定発売。2006年よりスタートしたオレゴン健康科学大学との共同プロジェクトは、同大学病院で治療を受ける子供たちからデザインを募集、その売上金の一部を小児病院の建設基金に寄附した。これら公に資する活動以外では、2003〜2005年に開催したWHITE DUNKが大規模プロジェクトである。日本人アーティスト25名がナイキダンクをテーマに制作した作品展をパリ、東京、ロサンゼルスの3都市で巡回。フィギュアやジオラマなど前衛的な作品群を通して、進化することへの新たなアプローチを試みた。

#### 原点回帰
2008年、「BE TRUE」キャンペーンが開幕する。オリジナルダンクへの原点回帰として、カレッジカラープログラムのナイキダンク、ターミネイターにユーズド加工を施したヴィンテージシリーズ、チームカラーの基本色によるクレイジーマルチパターンに総革張りのズームエア内蔵インソールを採用したサプリームモデルなどを販売。また、世界7都市限定のシティパック、豪華仕様のサプリームモデルが登場。日本国内でもローカルモデルを展開し、カレッジサポートの地域主義を提案した。2010年には、オリジナルダンクのキャンペーンにちなんだ、「BE TRUE TO YOUR STREET」をテーマに発表した。

#### 日本でのブームと問題点
2020年の日本ではダンクブームが再燃しつつある。人気ブランドとのコラボレーションモデルが複数リリースされたことで、ダンクの市場価格の高騰現象が起きている。ダンクSBの場合、スケートボードショップでの突発販売、スケートボードを使用したトリックが販売条件になったり等、転売での価格高騰を抑え、かつ本来のスケボーファンの手元に届けることができるよう、努力をしている販売店もある。しかし、販売数を減らし、意図的に在庫を作り、そのスニーカーをオークションサイトなどを利用してプレミアム価格で販売する、いわゆる「抜き行為」を行う店舗側の不正が、価格上昇の大きな原因の一つとなっている。

## 主な種別

### NIKE DUNK
フルグレインレザーアッパーに、ポリウレタンミッドソールを採用した、競技用のバスケットボールシューズとして誕生。当初はハイカット、ローカットの2型を展開。のちにスポーツクラシックのカテゴリーから復刻されると、スエードやシンセティックレザーなど新たな素材も使用されるようになり、デザインも多様化。新たにミッドカットも追加された。ナイキダンクシリーズのスタンダードモデル。

### NIKE DUNK PREMIUM
ナイキダンクの上級モデルとして登場したプレミアムは、カーフレザー製のモデルとして運用される。時代経過で意味合いは徐々に変化し、2008年にはズームエア搭載という新基準が制定、ナイキダンクの体系化が進む。2010年以降はズームエア搭載に限らず、柔軟な運用が始まっている。

### NIKE DUNK SUPREME
ナイキダンクプレミアムを上回る高級モデルとして登場したサプリームは、一枚仕立てのアッパーのワンピースが特徴。プレミアム同様、2008年にはズームエア搭載に加えて、総革張りのインソール仕様になる。

### NIKE DUNK PRO SB
厚タンとガムソールを採用した試作を経て完成した、スケートボード仕様のナイキダンク。第1世代のローカットに次いでハイカットも展開。遅れてミッドカットも導入。スケートカルチャーに融和されたデザインが特徴。プレミアムやカスタムシリーズを独自に運用している。

### NIKE DUNK by you
スタンダードなナイキダンクをベースに、アッパーやソールの素材から配色まで、自分好みに1億通り以上の組み合わせからカスタムできる、ナイキiDモデル。WHITE DUNKを記念し運用を開始したナイキダンクiDは、その後プレミアム仕様を追加する等、随時モデルを発表。

## リミテッドエディション

### 都市・地域限定
1999年式ナイキダンクハイLEのNYC限定が起源。東京シティアタックの「裏ダンク」や「クレイジーダンク」も同様に日本限定。以降、数々のリミテッドが登場したが、近年ではBE TRUE.発のシティパックや日本国内のご当地モデルがこれに該当する。ナイキSBではブラジル限定のカスタムシリーズが代表的。

### アカウント別注
いわゆる大手シューズチェーンのリミテッドエディションは、1999年式ナイキダンクハイLEのフットロッカー限定が起源。ほかにフットアクションやJDスポーツなども展開。日本国内ではABCマートなどが手掛ける。

### コンセプト
カレッジリーグの最終盤に投入する「メイアタック」、スワヒリ語の医者を意味する「ダクタリ」など企画もの全般。レーザーシリーズやエアジョーダンをモチーフにしたシリーズなどもこれに該当。

### コラボレーション
ナイキが第三者の企業や個人をパートナーに迎えて共同企画するリミテッドエディション。

#### アーティスト
スタッシュ、エリック・ヘイズ、フューチュラといったグラフィティライターから、DE LA SOULやPUSHEADなどのミュージシャンまでパートナーは様々。ナイキSBでは例えばGUNS & ROSESの楽曲にインスピレーションを受けたモデルなども展開。

#### ブランド
STUSSY共同企画の2001年式ナイキダンクハイプラスBが起源。ナイキダンクプロSBではCHOCOLATEやZOO YORKといったスケートブランドからMEDICOM TOYなど異業種ブランドとのコラボレーションも展開。

#### ショップ
ATMOS共同企画のターミネイターカラー、キックスハワイ、COURIR限定のダンク20周年記念、地割れ模様のHUFモデルなどが有名。SUPREME共同企画のナイキダンクプロSBもこのカテゴリー。

#### メディア
米国のキックスカルチャー専門誌『SOLE COLLECTOR』と共同企画した2005年式「カウボーイスペシャル」をはじめ、MTV欧州ミュージックアワード2007のプロモもこれに該当。

### チャリティ
eBayチャリティオークション出品の2003年式ナイキダンクSBをはじめ、N.E.R.D.共同企画の2003年式ナイキダンクハイ、オレゴン健康科学大学と共同企画したナイキダンクロープレミアムなどがこれに該当。

### プロモーション
1999年式ナイキダンクハイLEに刻まれたWU-TANG CLANのロゴを起源に、UNDEFEATED共同企画のナイキダンクCLハイトップ、レブロン・ジェームズのルーツにちなんだナイキダンクローなどが存在。ほとんど市場で流通していない。